# Helietta glaucescens
Helietta glaucescens là một loài thực vật thuộc họ Rutaceae. Đây là loài đặc hữu của Cuba.